# Edin Džeko
Edin Džeko, bosanski profesionalni nogometaš, * 17. marec 1986, Sarajevo, Bosna in Hercegovina. 
Džeko je nogometni napadalec, član kluba Fenerbahçe in bosansko-hercegovske reprezentance.